# お昼のクイズ・バッチリ当てよう!
『お昼のクイズ・バッチリ当てよう!』（おひるのクイズ・バッチリあてよう）は、1968年3月4日から1972年9月29日まで日本各地で放送されたNETテレビ（NET、現・テレビ朝日）・中京テレビ (CTV) ・近畿放送（KBS、現・京都放送）・サンテレビ (SUN) 共同製作のクイズ番組。

## 概要
放送開始当初はNETテレビのみの単独製作で、放送時間は13:00 - 13:15だったが、その後の1969年に相次いで開局した中京テレビ・近畿放送・サンテレビとの東名阪4局共同製作で曜日を分担して放送するようになり、放送時間もこの頃に13:30までに拡大された。
形式はモノの値段を当てる「プライスクイズ」で、それぞれの地域在住の主婦たちが参加していた。彼女たちは正面に動物が描かれている解答席に座っており、正解に近い解答者を示す時には、女性司会者が解答席の動物の鳴き真似をするのが毎回のパターンだった。

## タイトルの変遷
- お昼のクイズ・女の学校（ - おんなのがっこう、1968年3月4日 - 1968年6月28日）
- お昼のクイズ・バッチリ当てよう! （1968年7月1日[3] - 1972年9月29日）

## 放送時間
いずれもJST。
- 月曜 - 金曜 13:00 - 13:15 （1968年3月4日 - 1969年3月28日）
- 月曜 - 金曜 13:00 - 13:30 （1969年3月31日 - 1972年9月29日）

## 司会進行

### NET/CTV/KBS製作
- 三木鮎郎[3]
- 井上加壽子[3]
- 一谷伸江[3]

### SUN製作
- 砂川啓介
- 末広真樹子

## 4局共同制作時代の幹事局
- 月曜日・木曜日 - NET
- 火曜日 - CTV
- 水曜日 - KBS
- 金曜日 - SUN

## 放送局
- NETテレビ
- 中京テレビ
- 近畿放送
- サンテレビジョン
- 北海道テレビ放送
- テレビ岩手[4]
- 毎日放送（1969年秋ごろに打ち切り、上記のKBS、SUNに移行）
- テレビ岡山（1970年10月ネット開始）
- 広島ホームテレビ
- 瀬戸内海放送
- 九州朝日放送
- テレビ大分[5]
- 鹿児島テレビ放送

## 補足
- NETテレビの広報誌である「テレビ・メイト」（1969年8月号）に三木・一色司会のスチール写真が掲載されている[6]。